# Silniční síť (Česko)
Silniční síť je v České republice síť tvořená silnicemi I., II. a III. třídy. Součástí silniční sítě ve smyslu zákonné definice nejsou místní komunikace, účelové komunikace ani dálnice (na rozdíl od Slovenska, kde dálnice součástí silniční sítě jsou). V tomto smyslu byl pojem silniční sítě zaveden již v Československu od 7. prosince 1961 až do jeho zániku. Česká silniční síť byla ze správního hlediska oddělena od slovenské s účinností od 1. července 1984, jednotný společný systém číslování silnic však přetrval až do zániku Československa na přelomu let 1992 a 1993 a systémy číslování v obou osamostatněných republikách na původní československý systém více či méně navazují, třebaže jsou již na sobě navzájem nezávislé. 

## Historie a právní rámec pojmu
Předchůdcem dnešního termínu „silniční síť“ je termín „síť státních silnic“, který byl v Československu zaveden s účinností od 1. července 1949 zákonem č. 147/1949 Sb., jímž se vydávají některé předpisy o veřejných silnicích. Tímto zákonem byly za státní silnice prohlášeny nejen dosavadní státní silnice, ale i dosavadní silnice zemské a okresní, na Slovensku též vicinální cesty, a jiné veřejné cesty, pokud je jich třeba k dosažení souvislosti sítě státních silnic. Zákon rovněž umožňoval ministerstvu techniky, aby silnice, cesty nebo úseky, kterých nebude třeba pro účelné uspořádání sítě státních silnic, vyloučit z uvedené sítě a odevzdal je bez náhrady do vlastnictví, správy a udržování obci, v jejímž území silnice (cesta) nebo její úsek je.
Zákon č. 135/1961, o pozemních komunikacích (silniční zákon), s účinností od 7. prosince 1961 zavedl pojem silniční síť a věnoval mu samostatný § 4 o dvou odstavcích. Z uspořádání zákona (začlenění tohoto paragrafu pod část druhou, věnovanou silnicím) i ze samotné úpravy je zřejmé, že pod pojem silnice a do silniční sítě nepatří ani dálnice, ani místní a účelové komunikace. Zákon stanovil, že silnice, včetně průjezdních úseků v městech a jiných obcích, jsou komunikace zařazené do silniční sítě, jednotně budované a spravované; slouží především dopravě mezi sídlišti (obcemi). Do silniční sítě náleží též pozemní komunikace mimo území zastavěné nebo určené k souvislému zastavění, které spojují železniční stanice, letiště pro pravidelnou veřejnou dopravu a veřejné přístavy s dálnicemi a silnicemi, pokud jako účelové komunikace neslouží převážně provozu nebo správě těchto zařízení. Účelné uspořádání silniční sítě se zajišťuje výstavbou nových silnic nebo zařazením místních, popřípadě účelových komunikací do silniční sítě. Silnice, kterých není třeba k účelnému uspořádání silniční sítě, mohou být z této sítě vyřazeny a zařazeny do sítě místních komunikací nebo mezi účelové komunikace anebo zrušeny. Podle § 24 ministerstvo prováděcím předpisem upraví zařazování pozemních komunikací do silniční sítě a do sítí místních komunikací a vyřazování komunikací z těchto sítí. 
Novelizační zákon č. 27/1984 Sb. s účinností od 1. července 1984 zásadně změnil strukturu silničního zákona (silnicím a silniční síti se v novém uspořádání věnoval § 4a) a doplnil do § 3 rozdělení kompetencí federálních a republikových orgánů československé federace. Zatímco výkon státní správy ve věcech dálnic byl svěřen federálnímu ministerstvu dopravy, silniční politiku, zabezpečení stavebně-technického vybavení silniční sítě, rozhodování o zařazení nově budovaných silnic do silniční sítě, o jejich přeřazování, popřípadě vyřazování z této sítě, jakož i o přeřazování místních komunikací a účelových komunikací do této sítě, určování tříd silničních tahů, zřízení a vedení ústřední evidence silnic nově svěřil ústředním orgánům členských republik federace. 
V České republice pak byla tato právní úprava s účinností od 1. dubna 1997 nahrazena zákonem č. 13/1997 Sb., o pozemních komunikacích. Ten v § 5 po nadefinování pojmu „silnice“ pouze krátce konstatuje, že „silnice tvoří silniční síť“. Dále již s tímto pojmem neoperuje. 
Rozhodnutí krajských úřadů o změnách kategorizace, zařazení do tříd, staničení (kilometráže) a číslování silnic zpravidla bývají nadepsaná jako rozhodnutí o změnách v silniční síti. Zákon o pozemních komunikacích ani jeho prováděcí předpis přitom vůbec neupravují, kdo rozhoduje o číslování silničních tahů – řeší pouze zařazování komunikací do kategorií a tříd.

## Rozsah a kvalita silniční sítě
Silnice a dálnice jsou číslovány v rámci jednotného celostátního systému, který původně byl určen pro celé Československo. Základem dnešního číslování silnic bylo očíslování 60 státních silnic I. třídy v Čechách a na Moravě v roce 1946, někdy v té době byly také očíslovány silnice I. třídy na Slovensku čísly 61–68. Zbylé státní silnice byly zařazeny do II. třídy, ostatní zůstaly jako okresní, na Slovensku a Podkarpatské Rusi vicinální. V roce 1950 byla vydána vyhláška, která silnice v Československu roztřídila do tří tříd a očíslovala, přičemž za základ vzala číslování silnic I. třídy z roku 1946. V návaznosti na silniční zákon 13/1997 Sb. byly některé původní úseky silnic uvnitř velkých měst překategorizovány na místní komunikace, tedy vyřazeny ze silniční sítě. V Praze byly dočasně do doby dokončení vnějšího Pražského okruhu některé páteřní místní komunikace zařazeny do speciálního vládního dotačního programu jako místní komunikace dočasně plnící funkci silnice. Roku 1997 došlo k větším zásahům do číslování a vedení silničních tahů, například čísla 29, 39, 40 byla vložena nebo přemístěna do oblastí, kam by podle původního systému číslování nepatřila, a byla doplněna další čísla v řadě od 59 až do 71 (zejména pro kratší úseky nově povýšené do kategorie I. třídy). Výraznou formální změnou v evidenci a číslování silniční sítě bylo opatření s názvem Nové pojetí dálniční sítě, kterým od 1. ledna 2016 byla velká část rychlostních silnic I. třídy překategorizována na dálnice. 
Silnice v České republice jsou očíslovány v rámci jednotného celostátního systému a rozděleny podle dopravního významu a stavebně-technického vybavení do tří tříd (I., II. a III.). Čísla silnic I. třídy (jednociferná a dvouciferná) a II. třídy (trojciferná) jsou vyznačena u silnic i v běžných mapách, čísla silnic III. třídy (čtyřciferná a pěticiferná) jsou uvedena jen v některých speciálních mapách, ale v terénu se zpravidla samostatně neznačí. Kilometrovníky se umisťují jen na dálnice a silnice I. třídy. Před číslo silnice se v úředních dokumentech často přidává označení její třídy oddělené lomítkem. Číslo silnice (silničního tahu) většinou neoznačuje silnici jako stavební celek, ale jako trasu, které může vést po různých silnicích různého stáří, původu a technického provedení. Některé silnice jsou tvořeny více úseky, které na sebe přímo nenavazují, v místě přerušení jsou v některých případech propojeny peáží po jiné silnici stejné třídy (dopravně-orientační značení takovou peáž značí jako souběh více silnic, avšak evidenčně společný úsek vždy patří pouze k jedné, kmenové silnici); pokud jsou nenavazující úseky jednoho silničního tahu propojeny silnicí (silnicemi) jiné třídy nebo dálnicí, za peáž se takové propojení nepovažuje. Řada čísel silnic I. třídy a řada čísel silnic II. třídy jsou na sobě navzájem nezávislé, čísla silnic III. třídy jsou odvozena od čísel silnic I. nebo II. třídy, ke kterým jsou svým číslováním přiřazeny. Ramena (větve) silnic I. a II. třídy se označují písmenem velké abecedy připojeným za číslem silnice a považují se za součást kmenové silnice I. nebo II. třídy. U silnic III. třídy se jako index používá písmeno malé abecedy za číslem silnice, avšak úsek s tímto indexem se eviduje jako samostatná silnice III. třídy. 
Dálnice se v dokumentech a zpravidla i v mapách označují písmenem D, za nímž následuje číslo dálnice (např. D5), na dopravních značkách se používá samotné číslo bez písmenného prefixu a od čísel silnic jsou čísla dálnic odlišena červeným podkladem místo modrého. Čísla dálnic jsou většinou odvozena z čísel silnic I. třídy, které jimi byly zcela nebo zčásti nahrazeny, ačkoliv formálně tvoří čísla dálnic samostatnou číselnou řadu.
Mezinárodní evropské silnice jsou v České republice značeny pouze jako dopravní tahy, tj. jsou vedeny (peážovány) po silnicích a dálnicích jiných čísel, nikde nejsou jejich čísla kmenovými evidenčními čísly silnic jako staveb. 
V Česku bylo evidováno: 
- 69 silnic I. třídy, s čísly 2 až 71 (čísla 1 a 5 jsou neobsazena) – stav k lednu 2022
- 429 silnic II. třídy, s čísly v téměř souvislé řadě 101 až 498 (neobsazena čísla 179, 216, 458, 485, 488) a doplňkovými čísly z pětistovkové a šestistovkové řady – stav k říjnu 2020
- 8432 silnic III. třídy (větve rozlišené písmennými indexy jsou v tomto počtu započítány samostatně)[1]

V přehledech vydávaných ŘSD se do délky silniční sítě započítavají – v protikladu k zákonné definici – i dálnice. K 1. červenci 2022 byla evidovaná délka silniční sítě:
- celá silniční a dálniční síť: 55 840,775 km
- dálnice: 1 350,557 km (2,4 %)
- silnice I. třídy: 5 759,730 km (10,3 %)
- silnice II. třídy: 14 659,071 km (26,3 %)
- silnice III. třídy: 34 071,417 km (61,0 %)

Délky silnic a dálnic podle evidovaného krytu vozovky k 1. červenci 2022:
- dlážděný: 274,465 km (0,5 %)
- betonový: 490,488 km (0,9 %)
- živičný těžký: 17 910,747 km (32,1 %)
- živičný střední: 29 213,263 km (52,3 %)
- živičný lehký: 7 645,916 km (13,7 %)
- válcovaný náhradní: 32,767 km (0,06 %)
- štěrkový: 82,894 km (0,15 %)
- neurčený: 190,135 km (0,34 %)

Na silniční a dálniční síti v Česku bylo k 1. červenci 2022 evidováno 17 798 mostů o celkové délce 429,091 km, dále 37 tunelů a 1 brod (19311-1 v Mezí v okrese Plzeň-sever, fakticky však přes něj doprava není vedena).
Pro hodnocení celkového stavu vozovek se používá pětibodová stupnice (1 výborný, 2 dobrý, 3 vyhovující, 4 nevyhovující, 5 havarijní). Samostatně se podobnou klasifikací hodnotí stav jednotlivých mostů. 
Na dálnicích a vybraných úsecích silnic I. třídy se hodnocení stavu provádí zvlášť pro různé měřitelné kvalitativní parametry (např. vyjeté koleje, hloubka vody ve vyjeté koleji, podélná nerovnost, makrotextura, součinitel podélného tření, a to podle délky měřitelných jízdních pruhů; pro hloubku vody ve vyjeté koleji se používají pouze klasifikační stupně 1 a 5, klasifikační stupeň se neurčuje pro poruchy vozovek, trhliny a příčný sklon.
Ucelená informace o stavu silnic II. a III. třídy není dostupná, Nejvyšší kontrolní úřad v roce 2017 agregoval data pouze z pěti krajů, podle nichž bylo 13,1 % silnic II. a III. třídy ve výborném stavu, 19,3 % v dobrém stavu, 16,9 % ve vyhovujícím stavu, 16,2 % v nevyhovujícím stavu a 34,4 % v havarijním stavu. Například na silnicích ve vlastnictví Královéhradeckého kraje byl v březnu 2022 v systému hospodaření s vozovkou evidován u 45 % délky vozovek havarijní stav.